# M・L・ミーリ記念モスクワ・ヘリコプター工場
M・L・ミーリ記念モスクワ・ヘリコプター工場（Московский вертолетный завод им. М.Л. Миля マスコーフスキイ・ヴィルタリョートヌィイ・ザヴォート・イーミェニ・ミハーイラ・リオーンチイェヴィチャ・ミーリャ）は、ソ連およびロシアに存在した航空機メーカー。カモフと並ぶロシアの代表的なヘリコプター製造メーカーであった。
2007年に、カモフらと共に合併し、ロシアン・ヘリコプターズとなった。
略称はMVZまたはM・L・ミーリ記念MVZ（МВЗ им. М.Л. Миля）。旧ソ連時代はミル設計局として知られている。
なお、「ミル」はМиляのラテン文字変換であるMilを英語読みしたものであり、ロシア語としては「ミーリ」に近い発音となる。

## 概要
ミハイル・ミーリ（Михаил Миль, 1909年 - 1970年）によって1947年に設立された。ソ連時代にはM・L・ミーリ記念試作設計局を称した時期もあったが、2006年現在はM・L・ミーリ記念モスクワ・ヘリコプター工場となっている。代表的な機体としてMi-8やMi-24などがある。

## 主な開発機
- Mi-1：1948年、多用途小型ヘリコプター
- Mi-2：1965年、多用途小型ヘリコプター
- Mi-3：1960年代、小型汎用ヘリコプター
- Mi-4：1955年、輸送、対潜哨戒
- V-5：1950年代末　中型単座ターボシャフト輸送ヘリコプター
- Mi-6：1957年、大型輸送ヘリコプター
- V-7：1950年代末、実験4座ヘリコプター
- Mi-8：1960年代末、多用途ヘリコプター
- Mi-9
- Mi-10：1962-1963　スカイクレーン
- Mi-12：V-12として知られる。試作機2機のみ世界最大のヘリコプター
- Mi-13
- Mi-14：1978年、対潜哨戒
- V-16：大型貨物/旅客輸送
- Mi-17：1970年代末、中型多用途ヘリコプター
- Mi-18：試作機のみ
- Mi-19：
- Mi-20：超軽量ヘリコプター
- Mi-22：計画のみ
- Mi-24：1978年、大型攻撃ヘリコプター
- Mi-25：Mi-24の輸出版
- Mi-26：世界最大の実用ヘリコプター
- Mi-28：1984年　攻撃ヘリコプター
- Mi-30：VTOL　計画のみ
- Mi-32：超大型ヘリコプター3回転翼
- Mi-34：1986年～軽量ヘリコプター
- Mi-35：Mi-24Vの輸出版
- Mi-36：計画のみ
- Mi-38：2000年、多用途ヘリコプター
- Mi-40：計画のみ
- Mi-42：計画のみ
- Mi-44：計画のみ
- Mi-46：計画のみ
- Mi-52
- Mi-54：2010年　多用途
- Mi-58
- Mi-60MAI：計画のみ
- Mi-115：計画のみ（Mi-60）
- Mi-171：計画のみMi-17の派生型
- Mi-172：Mi-17の派生型
- Mi-234：Mi-34の派生型
- Mi-X1：計画のみ